# Гартманн, Эдуард
Эдуард Гартманн (словац. Eduard Hartmann; род. 5 июня 1965 года, Скалица, Чехословакия) — чехословацкий и словацкий хоккеист, игравший на позиции вратаря. Играл за сборные Чехословакии и Словакии. Впоследствии — хоккейный тренер.

## Карьера
Профессиональную хоккейную карьеру начал в 1983 году.
В течение профессиональной клубной игровой карьеры, продолжавшейся 16 лет, защищал цвета команд «Дукла» (Тренчин), «Комета», «Айсберен Берлин» и «Спишска Нова Вес».
В составе сборной Чехословакии находился на чемпионате мира 1990, первым номером сборной был легендарный Доминик Гашек поэтому ни одного матча Эдуард так и не сыграл. В составе сборной Словакии выступал на Олимпийских играх 1994 года в норвежском Лиллехаммере.

## Тренерская карьера
После завершения карьеры игрока стал тренером молодёжного состава клуба «Дукла» (Тренчин). В сезоне 2008-09 назначен генеральным директором клуба.
Работал комментатором на Словацком телевидении.
С 2010-х ассистент главного тренера женской сборной Турции и главный тренер национальной сборной Турции и молодёжной сборной.